# Entopeltis tetrorchidii
Entopeltis tetrorchidii är en svampart som beskrevs av Hansf. 1946. Entopeltis tetrorchidii ingår i släktet Entopeltis och familjen Vizellaceae.   Inga underarter finns listade i Catalogue of Life.